# Porangonycha princeps
Porangonycha princeps är en skalbaggsart som först beskrevs av Bates 1872.  Porangonycha princeps ingår i släktet Porangonycha och familjen långhorningar.
Artens utbredningsområde är:
- Costa Rica.
- Nicaragua.

Inga underarter finns listade i Catalogue of Life.